# Michel Vilain
Michel Vilain, né le 28 janvier 1906 à Lille, où il est mort le 11 février 1966, est un architecte français.

## Biographie
Fils de l'architecte Paul Vilain, Michel étudie à l'école Saint-Luc de Gand de 1922 à 1930, année où il obtient son diplôme d'architecte technicien homologué par l'État belge. De retour à Lille, il intègre le cabinet familial et obtient le grand prix d'architecture de l'Académie Saint-Luc en 1932. À la mort de son père, en 1933, il prend sa suite et poursuit la collaboration avec son associé, l'architecte suisse Charles-Paul Serex, jusqu'au début de la Seconde Guerre mondiale. Agréé pour les travaux des communes, hospices et établissements publics du département du Nord la même année, il succède à son père dans la direction du chantier de construction de la cathédrale Notre-Dame-de-la-Treille de Lille et achève plusieurs projets qu'il avait engagé, comme la chapelle Notre-Dame de Lourdes à Louvroil. Avec Charles-Paul Serex, il réalise ensuite plusieurs projets d'architecture religieuse, dont l'église Notre-Dame de Lourdes de La Madeleine. À partir de 1945, il participe activement à la reconstruction et développe plus particulièrement une clientèle privée.

### Architecture religieuse
- Chapelle commémorative des combats de juin 1915 à Hébuterne
- Chapelle Notre-Dame de Lourdes à Louvroil (1933-1935)
- Église Notre-Dame de Lourdes à La Madeleine (1934-1937)
- Église Sainte-Bernadette de Roubaix (1937)

### Architecture civile
- Salle d'éducation physique de Louvroil
- Cité familiale de Lambersart
- Orphelinat de Bouvines (1933)[3]
- Jardin public avec kiosque de Louvroil (1948)
- Local des sapeurs pompiers de Louvroil (1951)[4]

### Chantiers
- Cathédrale Notre-Dame-de-la-Treille de Lille (1933-1966)